# Boček z Jaroslavic a ze Zbraslavi
Boček z Jaroslavic a ze Zbraslavi, někdy také Boček z Obřan, (těsně před 1210 – prosinec 1255) byl moravský šlechtic z rodu pánů ze Zbraslavi.

## Život
Narodil se jako nejstarší syn Gerharda ze Zbraslavi zřejmě těsně před rokem 1210. První písemná zmínka o něm pochází z roku 1232. V roce 1233 se účastnil bojů mezi Václavem I. a babenberskými vojsky. Král Václav I. se mu odvděčil tím, že mu ještě téhož roku udělil titul maršálka. V roce 1238 byl jmenován znojemským purkrabím. Své postavení zužitkoval při sňatku s Eufémií, dcerou velmože Přibyslava z Křižanova, po němž později zdědil rozsáhlé statky. Roku 1252 Boček získal titul hraběte z Perneggu. Téhož roku založil cisterciácký klášter ve Žďáru. V roce 1254 se účastnil křížové výpravy do Pruska. Angažoval se ve vysoké politice a významnou měrou přispěl k proslulosti svého rodu. Ve starší literatuře byl dokonce považován za zakladatele rodu pánů z Kunštátu. Zemřel v prosinci roku 1255.

### Počátek kariéry

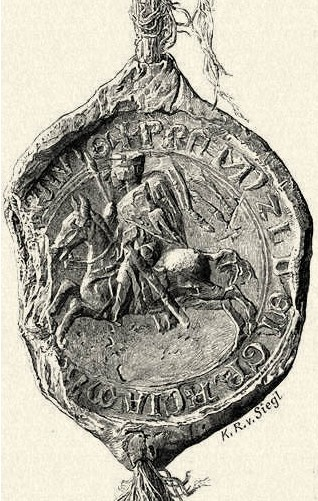
Pečeť moravského markraběte Přemysla

Boček se zřejmě narodil těsně před rokem 1210 jako nejstarší syn moravského šlechtice Gerharda ze Zbraslavi. V pramenech je poprvé uváděn v listopadu 1232, kdy jako filius Gerardi (syn Gerhardův) svědčil na darovací listině moravského markraběte Přemysla určené pro jeho kaplana Řehoře. V listině byl zařazen na konec horní poloviny, což dokládá, že již v této době patřil k významným moravským šlechticům. Svou kariéru Boček podobně jako jeho otec zahájil právě u markraběte Přemysla, jenž byl bratrem krále Václava I. Přemysl a Václav však neměli příliš přátelské vztahy, a to pro Bočka i Gerharda znamenalo neustálé manévrování mezi oběma bratry. V červenci 1233 vpadlo na Moravu vojsko rakouského a štýrského vévody Fridricha II. Bojovného, kterého podpořil i markrabě Přemysl. Boček se v tento okamžik musel poprvé rozhodnout, na jakou stranu se přidá. Nakonec podpořil krále Václava. Přibík Pulkava z Radenína ve své kronice mluví o tom, jak dal Boček za svítání zvonit všemi zvony, které měli Češi k dispozici. Fridrichovo vojsko se intenzivního vyzvánění údajně tak zaleklo, že se vzápětí obrátilo na útěk. Podle Miroslava Plačka je však pravdivost tohoto vyprávění pochybná. Intenzivní vyzvánění v kraji s řídkou sítí kostelů je podle něj nemožné a ani vojska v poli nepoužívala zvony. Plaček však zároveň Bočkovy zásluhy na českém vítězství nevylučuje. Václav I. následně dobyl Brno a Přemysla donutil podřídit se jeho moci.
| „                    | Rakouský vévoda Fridrich chtěl pomstít křivdy, které král Václav kdysi způsobil jeho otci, a spojil se proto proti témuž králi s moravským markrabím Přemyslem, vlastním bratrem Václava. … I táhli ke královskému hradu Bítov. … Když ho dobyli, předstírali, že je rakouský vévoda vážně nemocen, a vrátili se utíkajíce jenom za jediný den o vzdálenost, kterou pochodem šli tři dny. Zatím jakýsi urozený rytíř jménem Boček dal za svítání zvonit po horách a lesích blízko vojsk řečeného vévody a markrabího na mnoho zvonů, jako by vyzýval vojsko k boji. Vévoda a jeho lidé se polekali toho hluku a aby nebyli potom poraženi, utíkali rychlými kroky. | “ |
| — Nová kronika česká | |   |

Díky prokázané oddanosti českému králi začal v této době Bočkův rychlý politický vzestup. Proradný markrabě Přemysl dostal od svého královského bratra dohled, jímž byl mimo jiné zřejmě pověřen i Boček. Již v prosinci roku 1233 vystupoval v prestižním úřadu moravského maršálka odvozeného od dohlížitele nad královskými konírnami. Jako takový byl Boček zmíněn ještě v březnu 1235, ačkoli už rok předtím působil v hodnosti podkomořího, který měl za úkol spravovat příjmy z měst a klášterů. Tuto funkci Boček vykonával ještě v květnu 1240. Libor Jan se domnívá, že Boček nezastával úřad podkomořího, nýbrž zástupce komorníka brněnského, jímž byl v té době jistý Budislav.
Na počátku roku 1237 markrabě Přemysl znovu svedl odboj proti českému králi. Podle Přibíka Pulkavy z Radenína vsadil do hradů silné posádky a uchýlil se pod ochranu uherského krále. Boček v tomto konfliktu opět zůstal věrný Václavovi, který se nejprve pokoušel o likvidaci Přemyslových pevností, ale nakonec se v závěru téhož roku s bratrem prostřednictvím Bély IV. Uherského smířil. Většina hodnostářů, včetně Bočka a Gerharda, se na Přemyslův dvůr nevrátila. K dalším rozbrojům mezi bratry již nedošlo, také kvůli Přemyslově brzké smrti.

### Znojemský purkrabí

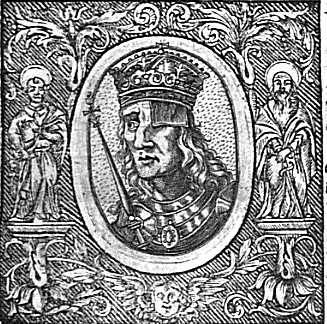
Fiktivní portrét Václava I. z 18. století

V roce 1238 získal Boček od Václava I. úřad znojemského purkrabího, přičemž tuto funkci zastávali pouze nejspolehlivější a nejschopnější královi přívrženci. S tímto úřadem byla spojená nejen prestiž, ale i značná moc. Boček se následně oženil s Eufémií z Křižanova, dcerou moravského velmože Přibyslava z Křižanova. Tento sňatek je důkazem pozice, jakou Boček v tehdejší hierarchii zaujímal. Svazkem s Eufémií se ocitl ve vybrané společnosti. Jeho tchyně Sibyla byla vysoce urozená dáma z daleké Sicílie a oba Bočkovi švagři, Havel z Lemberka (manžel svaté Zdislavy z Lemberka) a Smil z Lichtenburka, patřili mezi nejmocnější muže v Čechách. Někdy po roce 1240 zemřel Bočkův otec Gerhard. Odmlku ve zprávách o Bočkovi v letech 1241 a 1242 si lze podle Miroslava Plačka vysvětlit bouřlivou dobou. Plaček uvádí, že Boček v roce 1241 zřejmě působil jako vojenský velitel moravských oddílů, které měly bránit mongolským nájezdníkům proniknout do nitra země. Na jaře následujícího roku Boček hájil jižní Moravu před opětovným vpádem Fridricha II. Bojovného. V roce 1243 vydal král Václav I. listinu práv a svobod určenou pro město Brno, kterou osvědčil i Boček. Brzy poté byl spolu s purkrabím na Děvičkách Crhou z Ceblovic a s Markvardem z Týnce jedním z delegátů orodujících na Křivoklátě u krále Václava za johanity z Mailbergu, aby dostali mlýn u Hrádku nad Dyjí.
Podle kronikáře Jindřicha z Heimburgu byl při lednovém nájezdu Čechů na Rakousy v roce 1246 byl zajat a načas držen jako rukojmí jistý moravský šlechtic. O tom jak číst jeho jméno nepanuje mezi historiky shoda. Zatímco Václav Novotný a Miroslav Plaček jeho jméno čtou jako Botso a ztotožňují ho proto s Bočkem ze Zbraslavi, Tomáš Velímský a Josef Vítězslav Šimák jeho jméno však čtou jako Borso a domnívají se tedy, že se jednalo o Boreše z Rýzmburka. Ještě téhož roku padl Fridrich II. v bitvě na Litavě a Rakous se zmocnil starší syn Václava I. Vladislav. O půl roku později však zemřel i Vladislav, což pro Přemyslovce znamenalo dočasnou ztrátu Rakous. O Bočkově úloze během odboje mladého moravského markraběte Přemysla Otakara II. proti svému otci Václavovi I. v letech 1248 a 1249 neexistují žádné prameny. V období Přemyslovy revolty proti otci Boček nefiguruje na listinách ani jednoho z obou Přemyslovců, avšak protože Bočkovi švagři Havel z Lemberka a Smil z Lichtenburka byli předními podporovateli Václava I., lze stejný postoj očekávat i od Bočka. Na druhou stranu Přemysl Bočka později zahrnoval stálou přízní, což mluví spíše pro Bočkův nestranný postoj během konfliktu. Vzápětí po konci války byl Boček v Přemyslových listinách opět zmiňován.

### Ve službách Přemysla Otakara II.

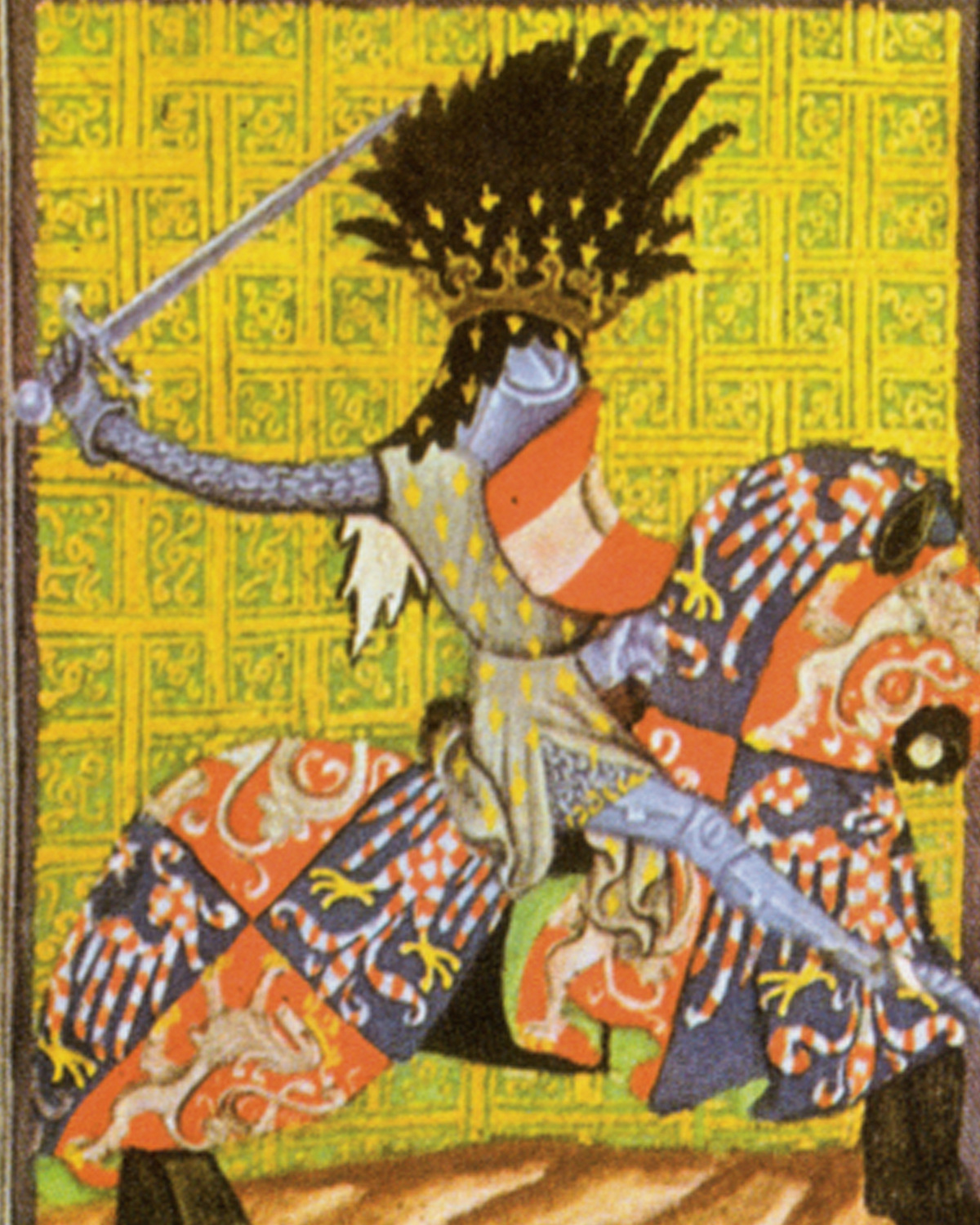
Přemysl Otakar II. na miniatuře z Gelnhausenova kodexu

Když Přemysl Otakar II. roku 1251 nastoupil na rakouský vévodský stolec, Boček jej následoval. Co v Rakousích vykonával, se přesně neví, ale nejspíše plnil natolik podstatné vojenské a správní úkoly, že se brzy dočkal odměny. V roce 1252 na zakládací listině žďárského kláštera Přemysl poprvé Bočka nazval hrabětem z Perneggu. Tento titul nový rakouský vévoda Bočkovi propůjčil společně s hradem Perneggem a přilehlým územím. Otázkou zůstává, zda Boček toto území dostal, nebo působil pouze jako jeho správce. Jisté je jen to, že Boček v perneckém hrabství jistá majetková práva měl. Tento titul ovšem nebyl dědičný či jinak přenosný – byl vázán pouze na Bočka. Bočkův hraběcí titul byl zřejmě hlavním zdrojem historky o hraběcím původu pánů z Kunštátu, ačkoli nebyli potomky Bočka, ale jeho bratra Kuny.

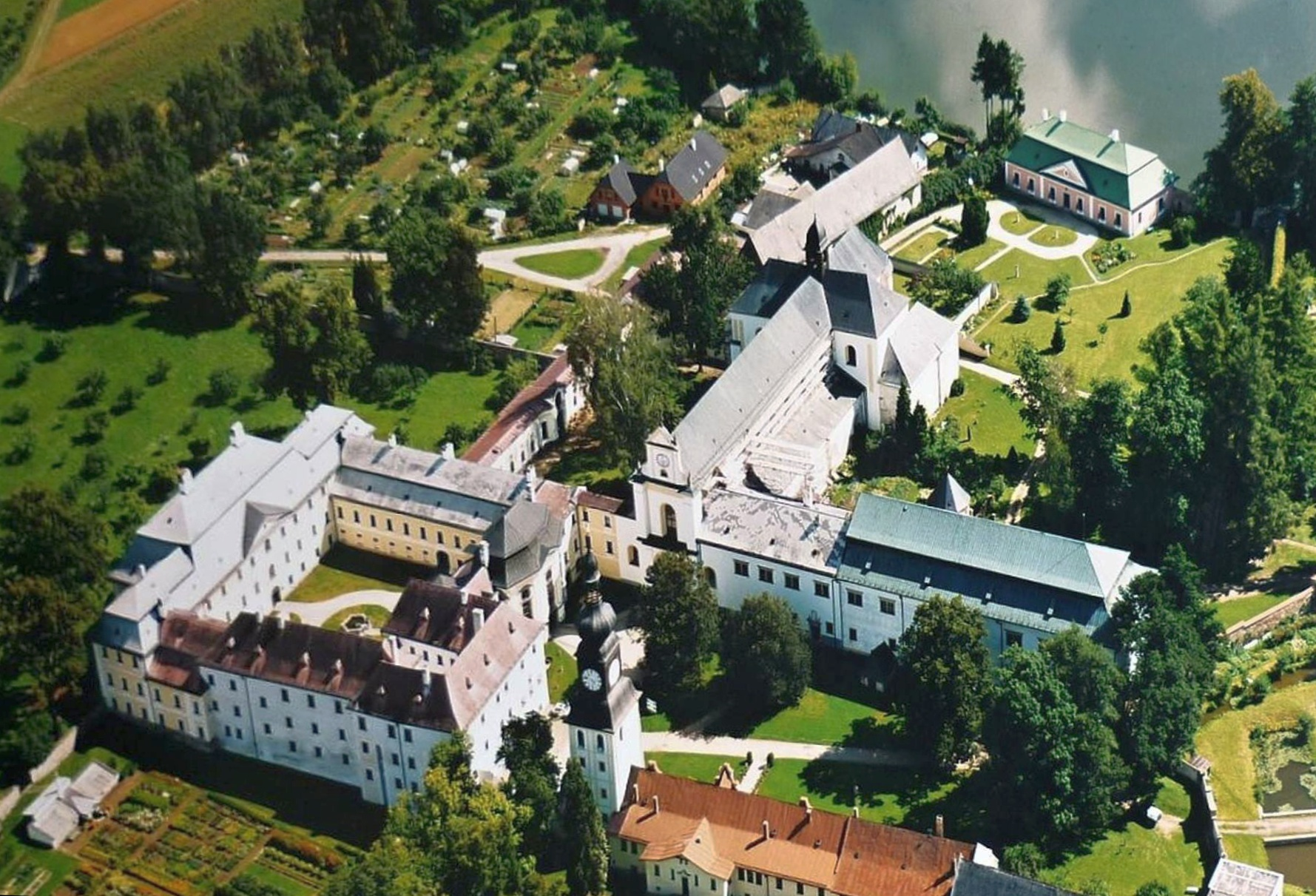
Klášter ve Žďáru nad Sázavou, který Boček založil

Ještě před udělením perneckého hrabství zemřel v roce 1251 Bočkův tchán Přibyslav z Křižanova. Boček se následně ujal větší části z jeho rozsáhlého majetku. Mimo jiné tak získal Obřany, Křižanov, vrcholovou moravskou část Vysočiny s městem Žďárem nad Sázavou a okolím dnešního Nového Města na Moravě, které Boček zřejmě založil pod názvem Bočkonov, dále statky mezi Hustopečemi a Nosislaví, jako například Starovičky, Pavlovice, Pouzdřany, Zaječí, Kobylí, Hrušovany či Novošice. Od Přibyslava možná získal také Velkou Bíteš. Otázkou zůstává, zda Moravský Krumlov držel již Přibyslav a po něm Boček, nebo jej získal až Bočkův syn Gerhard ze Zbraslavi a Obřan po smrti Přemysla Otakara II. Brzy poté v roce 1252 Boček završil práci svého zesnulého tchána založením cisterciáckého žďárského kláštera, který obdaroval mnoha vesnicemi, jež zdědil po Přibyslavovi. Prvním opatem kláštera se stal jistý Fridrich.
Roku 1251 Boček vedl moravské oddíly při Přemyslově vpádu do Bavor. Roku 1253 spoluorganizoval obranu Moravy před útokem Kumánů a asistoval Přemyslovi při státních aktech v Linci a Štýrském Hradci. Brzy poté zemřel král Václav a Přemysl nastoupil na český trůn. Do rukou papežského legáta Velasca Přemysl téhož roku odpřisáhl věrnost kurii. Přísahu potvrdil Boček, Jaroš ze Slivna a Smil z Lichtenburka. I nadále se Boček pohyboval v nejužším okolí českého krále. Na přelomu let 1254 a 1255 se zúčastnil Přemyslovy křížové výpravy proti pohanským Prusům a Litevcům. Po návratu do Čech však nevyvíjel žádné aktivity. Zřejmě totiž těžce onemocněl. Dne 17. prosince 1255 sepsal ve Znojmě svoji závěť, kterou na Nový rok 1256 v Brně za přítomnosti pozůstalých Bočkových bratrů potvrdil Přemysl Otakar II. Svůj majetek Boček rozdělil mezi žďárský klášter a své dva syny Smila a Gerharda. Některé majetky Boček odkázal také geraskému klášteru v Rakousku. Bočkův skon v pouhých přibližně 45 letech pozastavil vzestup jeho rodové linie. Smil i Gerhard byli v době otcovy smrti ještě v chlapeckých letech. Boček byl zřejmě pohřben v klášterním kostele ve Žďáru nad Sázavou.

## Jméno
V literatuře bývá Boček uváděn s různými predikáty, nejčastěji mu je přisuzován predikát „z Obřan“. Boček Obřany sice držel, ale nikdy se po nich nepsal. Tento predikát poprvé užil až jeho druhorozený syn Gerhard po vystavění stejnojmenného hradu. Boček sám se tituloval pouze funkcí, kterou vykonával – podkomoří, maršálek či znojemský purkrabí – a na začátku kariéry také jako filius Gerardi (syn Gerhardův). Jediný přídomek, se kterým je před rokem 1252 zmíněn, pochází z podezřelé listiny hlásící se k roku 1240. Zde je uveden jako Boček z Jaroslavic. Jaroslavice Boček jistě vlastnil a zřejmě se jednalo i o centrum jeho dominia. Když v roce 1252 získal titul hraběte z Perneggu, používal jej až do smrti. Nikdy se však nepsal po rodné Zbraslavi.

## Potomci
1. manželství ∞ těsně před 1240 Eufémie z Křižanova
- Anežka ze Zbraslavi a Obřan (těsně před 1240–1296) ∞ Hruta, ∞ 1265, Vítek ze Švábenic
- Smil ze Zbraslavi a Obřan (přibližně 1246–1268)
- Gerhard ze Zbraslavi a Obřan (přibližně 1247–1291) ∞ Jitka z Feldsbergu